# Finché c'è guerra c'è speranza
Finché c'è guerra c'è speranza (Mientras haya guerra hay esperanza) es una película de comedia a la italiana de 1974, dirigida y protagonizada por Alberto Sordi. La película cuenta además con la actuación de Silvia Monti, Alessandro Cutolo, Matilde Costa Giuffrida, Marcello Di Falco, Edoardo Faieta y el cameo del traficante de armas Samuel Cummings.

## Argumento
Pietro Chiocca es aparentemente un vendedor de bombas hidráulicas, con una familia italiana de clase media normal pero con gastos de ricos y una esposa ludópata. Para sostener esa vida ostentosa les oculta que su verdadero empleo es la venta de armas en el Tercer Mundo. Lidiando con dictadores, ministros corruptos y señores de la guerra, Pietro poco a poco logra escalar en el negocio, llegando a convertirse en uno de los mayores vendedores de armas del continente. Sin embargo para su familia no es suficiente, y sus gastos solo aumentan.
Una mala pasada lo involucra en la guerra colonial portuguesa, donde coincidió con un periodista italiano del Corriere della Sera. Atrapado en la selva, y bombardeado por sus propias armas, Pietro logra volver a Italia, para descubrirse como portada de la prensa, que lo denomina "el comerciante de la muerte". De vuelta en su hogar, y cuestionado por su familia, Pietro Chiocca les hace una propuesta: dejar la vida ostentosa, y volver a su antiguo empleo, o seguir vendiendo armas y mantener la vida de ricos.

## Reparto
- Alberto Sordi: Pietro Chiocca
- Silvia Monti: Silvia, mujer de Pietro
- Alessandro Cutolo: tío de Pietro
- Matilde Costa Giuffrida : la suegra de Pietro
- Marcello Di Falco: Jepson
- Edoardo Faieta: Gutiérrez
- Mauro Firmani: Ricky
- Eliana De Santis: Jade
- Fernando Daviddi: Giovannone
- Samuel Cummings : como él mismo